# Cyclops laticauda
Cyclops laticauda – wątpliwy gatunek widłonoga z rodziny Cyclopidae. Opisał go w 1836 roku przyrodnik Robert Templeton na podstawie osobnika niedojrzałego.